# トレヴァンテ・ローズ
トレヴァンテ・ローズ（英: Trevante Rhodes、1990年2月10日 - ）は、アメリカ合衆国の俳優、また元陸上競技選手。第89回アカデミー賞で作品賞はじめ3部門を獲得した作品『ムーンライト』で、大人になったシャロンを演じて注目を集めた。

## 生い立ち
ローズはルイジアナ州タンジパホア郡ポンチャトゥーラで生まれ、10歳の時にテキサス州リトル・エルムに移った。リトル・エルム高校ではアメリカンフットボールに取り組み、クォーターバックにコール・ビーズリーを擁したこのチームのオプション・オフェンスで、ランニングバックとしてプレーした。高校生活の間、ローズはアメフト・陸上競技で計4回選手に選ばれ、陸上では100メートル競走・200メートル競走を専門にする短距離走選手として活躍した。高校2年生だった2007年、ローズはマイク・A・マイヤーズ・スタジアムで開かれた2007年UIL陸上競技選手権大会に出場し、100m・200mの双方で、ホイットニー・プレヴォスト (Whitney Prevost) に破れて2位となった。高校3年生では、アメフト中に負った前十字靭帯損傷で満足した結果を残せなかったが、陸上でテキサス大学オースティン校へのスポーツ奨学金を手にすることになった。
ローズは2008年から2012年まで、テキサス・ロングホーンズ (the Texas Longhorns) で競技に勤しんだ。トリニダード・トバゴの首都ポート・オブ・スペインで開かれた2009年パン・アメリカンジュニア陸上競技選手権大会では、400メートルリレー走に出場し、金メダルを獲得した。

## 俳優業

### 初期
大学卒業後、ローズはロサンゼルスに移り、すぐに俳優として働き始めた。この頃の出演作品には、テレンス・マリック監督の映画『ソング・トゥ・ソング』（2017年公開、出演シーンカット）、イライジャ・ウッドと共演したナチョ・ビガロンド監督の『ブラック・ハッカー』（2014年、長編デビュー作品）、エディー・オキーフ (Eddie O’Keefe) の映画『シャングリラ・スート』（原題、"Shangri-La Suite"）、マット・ジョーンズとデイヴ・ヒル (Dave Hill) の映画『ザ・ナイト・イズ・ヤング』（原題、"The Night Is Young"）などがある。また、タイラー・ペリーとオプラ・ウィンフリー・ネットワークが手掛けたシリーズ『イフ・ラヴィング・ユー・イズ・ウロング』（原題）ではラムジー (Ramsey) 役を演じた。他にもフォックス放送の『ギャング・リレーテッド』（原題）とHBOの『ウエストワールド』に出演している。

### 『ムーンライト』とその後のブレイクスルー
ローズはバリー・ジェンキンス監督、プランB・A24制作の映画『ムーンライト』（2016年）で、主人公シャイロン (Chiron) の成人期を演じ、脚光を浴びた。この映画はフロリダ州マイアミで生きるシャイロンが、ゲイという自身のセクシャリティに葛藤しつつ生きていく3部構成の作品で、同年公開の『ラ・ラ・ランド』と並び、この年の賞レースで多くの受賞とノミネートに至った。彼は当初、シャイロンの友人でダイナーを経営するケヴィン役に内定していたが、後にシャイロン役に変更された。雑誌『アウト』のインタビューでこの映画について聞かれたローズは、「今のアメリカで黒人であることはクソだし、今のアメリカで同性愛者であることはクソだし、黒人の同性愛者であることはこういった人々の最底辺にいるってことだ。だからこそ『ムーンライト』を観た人にとても興奮している。僕たちの問題に正解がある気はしないが、この映画はきっとみんなを変えるだろう。それに取り組む理由だ——この問題に何かした気がするから——そしてこれは誰かの物語なんだ』と答えている。その後、2017年に公開された映画『ホース・ソルジャー』にも出演した。
2017年1月、ローズが2018年9月公開の映画『ザ・プレデター』に出演すると発表された。2017年2月には、『ムーンライト』で共演したマハーシャラ・アリ、アシュトン・サンダース、アレックス・ヒバートと共に、カルバン・クラインの2017年春期キャンペーン・モデルに起用された。2017年10月には、サンドラ・ブロック主演のNetflixオリジナル映画『バード・ボックス』（2018年公開予定）に出演することが報じられた。

## 主な出演作品

### 映画
| 公開年 | 邦題 原題                                                                            | 役名                                                                | 備考                    |
| ------ | ------------------------------------------------------------------------------------ | ------------------------------------------------------------------- | ----------------------- |
| 2012年 | I Came Back                                                                          | ピーター・モントゴメリー Dr. Peter Montgomery                       | 短編映画                |
| 2014年 | ブラック・ハッカー Open Windows                                                      | ブライアン Brian                                                    | 長編デビュー作品        |
| 2015年 | The Night Is Young                                                                   | ジョージ George                                                     |                         |
| 2016年 | Lady Luck                                                                            | ダリル Daryl                                                        |                         |
| 2016年 | Shangri-La Suite                                                                     | マイク Mike                                                         |                         |
| 2016年 | ムーンライト Moonlight                                                               | 成人期のシャイロン（またの名をブラック） Adult Chiron (a.k.a Black) | 第3部「ブラック」の主演 |
| 2017年 | ヘルウィーク Burning Sands                                                           | フェルナンダー Fernander                                            | Netflixオリジナル作品   |
| 2017年 | スマートアス Smartass                                                                | マイク・C Mike C                                                    |                         |
| 2018年 | ホース・ソルジャー 12 Strong                                                         | ベン・マイロ一等軍曹 Sergeant First Class Ben Milo                  |                         |
| 2018年 | ザ・プレデター The Predator                                                          | ネブラスカ・ウィリアムズ Nebraska Williams                          |                         |
| 2018年 | バード・ボックス Bird Box                                                            | トム Tom                                                            | Netflixオリジナル作品   |
| 2021年 | ザ・ユナイテッド・ステイツ vs. ビリー・ホリデイ The United States vs. Billie Holiday | ジミー・フレッチャー Jimmy Fletcher                                 |                         |

### テレビ番組
| 放映年          | 邦題 原題                                                     | 役名                                  | 備考                                     |
| --------------- | ------------------------------------------------------------- | ------------------------------------- | ---------------------------------------- |
| 2014年          | ギャング・リレーテッド Gang Related                           | ヤングロードその1 Young Lord #1       | エピソード： "Pecados del Padre"         |
| 2015年 – 2016年 | イフ・ラヴィング・ユー・イズ・ウロング If Loving You Is Wrong | ラムジー・ウォルターズ Ramsey Walters | リカーリング（シーズン1・2 (en) ）、12話 |
| 2016年          | ウエストワールド Westworld                                    | バチェラー Bachelor                   | エピソード：『目覚め』"The Original"     |

## 受賞とノミネート
| 年     | 映画賞                             | 部門                                         | 作品                   | 結果       |
| ------ | ---------------------------------- | -------------------------------------------- | ---------------------- | ---------- |
| 2016年 | 第29回シカゴ映画批評家協会賞       | 助演男優賞                                   | ムーンライト Moonlight | ノミネート |
| 2016年 | 第29回シカゴ映画批評家協会賞       | Most Promising Performer                     | ムーンライト Moonlight | ノミネート |
| 2016年 | デトロイト映画批評家協会賞         | ブレイクスルー賞                             | ムーンライト Moonlight | ノミネート |
| 2016年 | 第12回オースティン映画批評家協会賞 | 助演男優賞                                   | ムーンライト Moonlight | ノミネート |
| 2016年 | 第12回オースティン映画批評家協会賞 | ブレイクスルー・アーティスト賞               | ムーンライト Moonlight | ノミネート |
| 2017年 | ドリアン賞                         | 今年の映画演技 - 俳優                        | ムーンライト Moonlight | ノミネート |
| 2017年 | 第48回NAACPイメージ・アワード      | 映画部門 助演男優賞                          | ムーンライト Moonlight | ノミネート |
| 2017年 | ブラック・リール・アワード2017     | ブレイクスルー・パフォーマンス賞（男性部門） | ムーンライト Moonlight | 受賞       |